# Переяслов, Андрей Тимофеевич
Переяслов Андрей Тимофеевич (1897, Херсонская область — декабрь 1919, Кривой Рог, Екатеринославская губерния) — участник Гражданской войны на Николаевщине, военный деятель Висунской республики.

## Биография
Родился в 1897 году на территории современной Херсонской области.
Образование не оконченное среднее. Член РСДРП с 1918 года. В 1918 году в составе революционного отряда 1-го Херсонского Красного полка участвовал в борьбе против иностранных интервентов на Юге Украины. В августе 1919 года — член подпольной группы по организации восстания против деникинцев, заместитель командира боевого отряда в посаде Висунск Херсонского уезда. После провозглашения Висунской партизанской республики в 1919 году возглавлял боевые группы повстанцев.
Погиб в декабре 1919 года в бою за станцию Долгинцево в Кривом Роге. Похоронен в братской могиле в Кривом Роге.